# Eupatorus beccari
Beckius beccarii — жук из подсемейства Дупляки семейства Пластинчатоусых.

## Описание

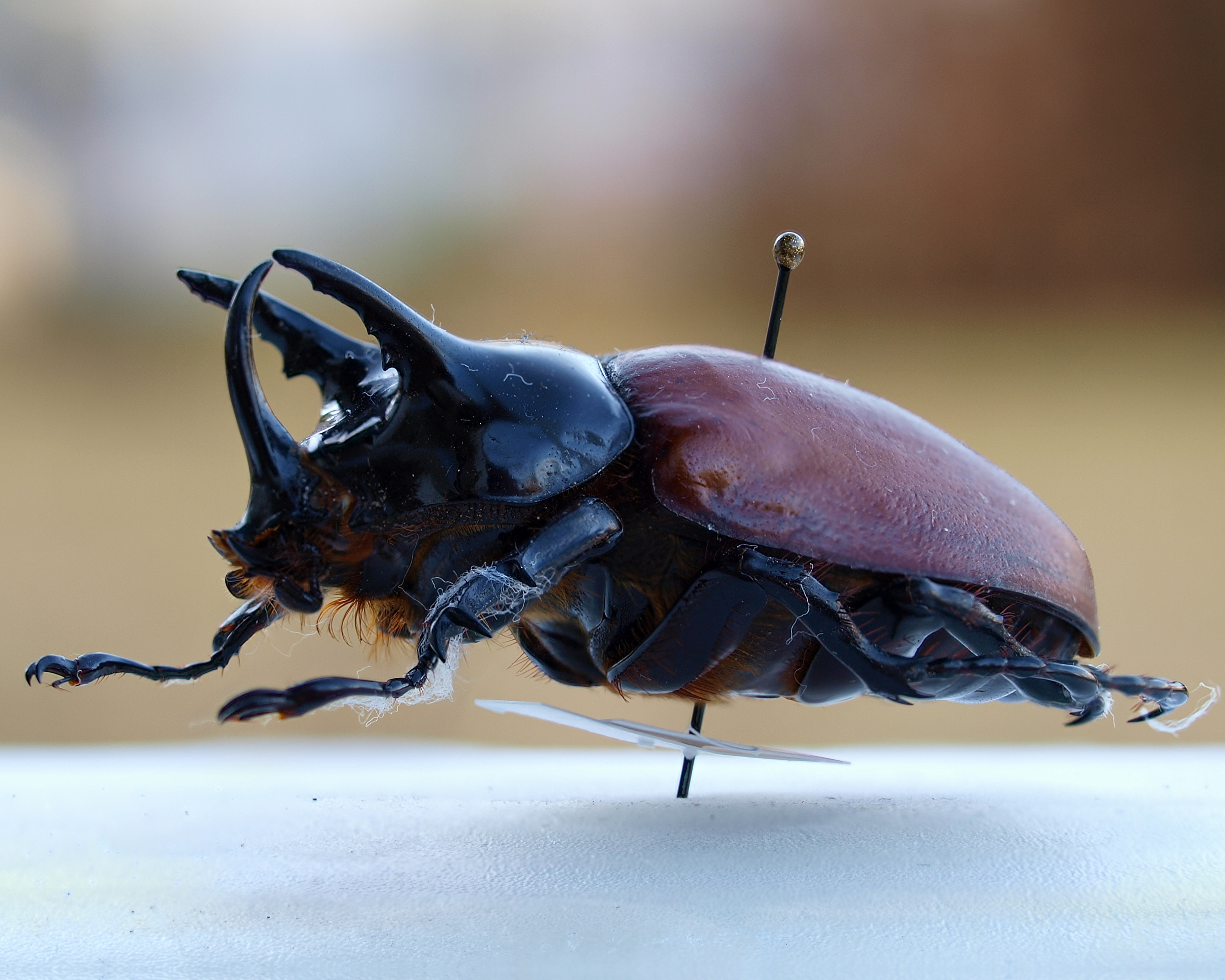
Вид сбоку

Длина тела 60—70 мм. Окраска надкрылья буро-коричневая, желто-коричневые. Голова и переднеспинка чёрного цвета, блестящие. На голове у самца длинный изогнутый вверх рог. На переднеспинке, по её углам — 2 полуизогнутых рога, направленные вперёд, с несколькими зазубринами. Тело вальковатое, у самки несколько более широкое, чем у самца.

## Ареал
Новая Гвинея

## Подвиды
- Beckius beccarii beccarii (Папуа-Новая Гвинея)
- Beckius beccarii koletta (Горы Арфак)
- Beckiys beccarii ryusuii (Остров Факфак)